# Чортківський фаховий коледж економіки та підприємництва ЗУНУ
Чортківський фаховий коледж економіки та підприємництва Західноукраїнського національного університету (ЧКЕП ЗУНУ) — структурний підрозділ Західноукраїнського національного університету.

## Історія
У зв'язку із виникненням потреби підготовки «молодшого спеціаліста» у 2010 році було створено Коледж Чортківського інституту підприємництва і бізнесу як одного із структурних підрозділів ТНЕУ.
У 2015 навчальний заклад був перейменований у Чортківський коледж економіки та підприємництва.
З моменту заснування коледжу, із 2010 року, здійснювалась підготовка студентів освітньо-кваліфікаційного рівня «молодший спеціаліст», галузі знань 0305 — «Економіка та підприємництво», за двома спеціальностями:
- 5.03050801 — «Фінанси і кредит»
- 5.03050901 — «Бухгалтерський облік».

Далі у 2014 році існуючий перелік спеціальностей Чортківського коледжу економіки та підприємництва доповнили — 5.03050802 «Оціночна діяльність» та 5.03050201 «Інформаційна діяльність підприємств».

## Сучасність
На сьогоднішній день в коледжі навчаються 568 студентів із: Львівської, Чернівецької, Донецької, Івано-Франківської, Хмельницької, Тернопільської та Вінницької  областей України.
До навчального та виховного процесу задіяні понад 70 висококваліфікованих педагогів, які є викладачами-методистами та викладачами-спеціалістами, які мають вищу і першу кваліфікаційну категорію.
Із 2016 року коледж здійснює підготовку фахівців за ОКР «молодший спеціаліст», на базі 9 класів, за такими основними напрямками (у галузі знань 07 «Управління та адміністрування»):
- 071 «Облік і оподаткування»;
- 072 «Фінанси, банківська справа та страхування»;
- 076 «Підприємництво, торгівля та біржова діяльність».

У навчальному закладі діє педагогічна рада, навчально-методична рада. Також для підвищення рівня педагогічної майстерності колективу, професійного вдосконалення, методичної допомоги викладацькому колективу, створена атестаційна комісія коледжу.
Для допомоги абітурієнтам при вступі до навчального закладу у коледжі діють підготовчі курси з математики, української мови, географії, історії України. Слухачі курсів користуються певними пільговими при вступі у навчальний заклад.

За 7 років існування коледж підготував понад 300 спеціалістів для різних галузей економіки України. Випускники коледжу працюють у банківській системі, сфері фінансів та страхування, малого та середнього бізнесу, організацій різних форм власності, комерційних структурах тощо.
Коледж працює над формуванням професійної компетентності майбутнього фахівця, людини високої культури, тому головною метою діяльності ЧКЕП ТНЕУ є підготовка конкурентоспроможних кваліфікованих спеціалістів для інноваційного розвою країни, культурного та духовного розвитку особистості та формування наукового світогляду і мислення, забезпечення потреб суспільства та ринку праці у кваліфікованих фахівцях.

Діяльність Коледжу передбачає такі основні напрямки:
- отримання повної загальної освіти студентами, які були прийняті на основі базової освіти;
- здійснення підготовки фахівців освітньо-кваліфікаційного рівня «молодший спеціаліст» за ліцензованими спеціальностями та підвищення освітньо-культурного і правового рівня громадян;
- організація науково-методичної, інформаційної, науково-технічної, культурно-виховної, творчої і спортивної роботи.

Також студенти ЧКЕП ТНЕУ мають змогу в аудиторний та позааудиторний час займатись у спортивному комплексі «Економіст», на спортивному майданчику, в залі настільного тенісу та на тренажерах.
|  |  |  |

## Кадровий склад
- Жовковська Тетяна Тарасівна  — директор коледжу, кандидат економічних наук, спеціаліст вищої кваліфікаційної категорії, викладач-методист, голова педагогічної ради
- Дячок Світлана Олександрівна — заступник директора з навчально-виховної роботи, кандидат філологічних наук, учитель-методист, спеціаліст вищої кваліфікаційної категорії
- Пилипів Ольга Михайлівна — голова циклової комісії дисциплін професійної підготовки, викладач першої кваліфікаційної категорії
- Семчишин Лідія Михайлівна — викладач вищої кваліфікаційної категорії, викладач-методист, кандидат фізико-математичних наук, доцент
- Вишнівська Оксана Ярославівна — голова циклової комісії загальноосвітньої та фундаментальної підготовки, викладач-методист, спеціаліст вищої кваліфікаційної категорії
- Пилипів Ольга Михайлівна – голова циклової комісії дисциплін профільної підготовки, викладач, спеціаліст І категорії.
- Регета Любов Максимівна — викладач-методист, спеціаліст вищої кваліфікаційної категорії
- Павлишин Олександра Антонівна — викладач вищої кваліфікаційної категорії
- Поселюжна Віра Богданівна — викладач вищої кваліфікаційної категорії, кандидат фізико-математичних наук, доцент
- Дзісяк Ярослав Ігорович — викладач першої кваліфікаційної категорії, кандидат історичних наук.
- Брощак Вікторія Сергіївна — викладач першої кваліфікаційної категорії
- Гевкалюк Наталія Миколаївна — викладач першої кваліфікаційної категорії
- Скорохід Марія Євгенівна — викладач першої кваліфікаційної категорії
- Костишин Наталія Степенівна — викладач, кандидат економічних наук
- Волощук Світлана Василівна - викладач географії
- Москвіна Тетяна Михайлівна — викладач вищої кваліфікаційної категорії
- Бондарчук Надія Федорівна — викладач вищої кваліфікаційної категорії
- Гриців Олена Віталіївна — викладач-спеціаліст
- Пиняк (Дмитрів) Леся Олександрівна — викладач-спеціаліст
- Сов'як Тетяна Дмитрівна — викладач-спеціаліст
- Тильна Надія Романівна — організатор культурно-масових заходів
- Хруняк Ганна Йосипівна — бухгалтер
- Жовтюк Галина Зіновіївна — діловод
- Пиріжок Галина Степанівна — інженер коледжу
- Голодівський Андрій Олегович — бібліотекар

## Підрозділи
До складу Чортківського коледжу економіки та підприємництва ТНЕУ входять дві циклові комісії:
1. Циклова комісія дисциплін професійної підготовки;
2. Циклова комісія загальноосвітньої, гуманітарної, природничо-наукової та загальноекономічної підготовки.

Циклові комісії коледжу, як діючий орган навчального закладу, діють на підставі Положення про циклові комісії ЧКЕП ТНЕУ. Вони проводять традиційні тижні циклових комісій, які є яскравим свідченням належного рівня навчальної, методичної та організаційної роботи педагогічного колективу в плані підготовки якісних спеціалістів. Викладачі публікують наукові статті у провідних фахових виданнях, видають підручники та посібники, власні розробки авторських курсів у Всеукраїнському Інтернет порталі «Основа», що підтверджуються сертифікатом, беруть активну участь у всеукраїнських і міжнародних науково-методичних конференціях, проходять курси підвищення кваліфікаційного рівня, стажування при профільних кафедрах ВНЗ 3-4 рівня акредитації.

### Циклова комісія дисциплін професійної підготовки
Очолює циклову комісію, Пилипів Ольга Михайлівна, викладач першої кваліфікаційної категорії, викладач дисциплін «Гроші та кредит», «Фінанси підприємств», «Фінанси», «Страхові послуги», «Макроекономіка»
Циклова комісія дисциплін професійної підготовки діє на підставі Положення про організацію роботи циклової комісії у вищому навчальному закладі I—II рівня акредитації, відповідно до якого основними завданнями циклової комісії є: — організація педагогічних працівників коледжу на вдосконалення змісту навчання та виховання; — вдосконалення методичної підготовки викладачів стосовно проведения навчальної та виховної роботи; — вивчення та пропаганда передового досвіду в навчально-виховній роботі; — активізація самостійної роботи викладачів щодо підвищення своєї кваліфікації.
Основним завданням, яке ставиться перед викладацьким складом циклової комісії, є формування професійної компетентності майбутніх спеціалістів якісною теоретичною і практичною підготовкою.
Викладачами циклової комісії дисциплін професійної підготовки викладаєтьчя понад 30 навчальних дисциплін фахового спрямування.
Діяльність циклової комісії передбачає також і навчально-методичну роботу, а саме: — розробка та публікації наукових праць; — розробка навчально-методичних комплексів; — практична підготовка студентів (керівництво практикою); — проведення відкритих занять та виховних заходів; — участь у педагогічних та методичних радах; — участь у науково-методичних семінарах та науково-методичних читаннях
Практична підготовка студентів до обраної професії — є одним з головних завдань, тому великого значення в навчальному процесі має проходження виробничої практики студентами коледжу. Основні бази практики — це підприємства, організації, фінансові, банківські установи, казначейство, страхові компанії. До керівництва практикою студентів задіяні досвідчені викладачі циклової комісії.
Випускники навчального закладу можуть обіймати посади: — керівника підприємства; — головного бухгалтера фірми та підприємства; — інспектора податкової адміністрації; — робітника державної фінансової інспекції; — робітника банківської сфери; — страхової компанії; — економіста; — фахівця державної служби.
З метою стимулювання групової творчості, розвитку пізнавального інтересу студентів, їх логічного мислення, уваги, комунікабельності, розширення світогляду, уміння працювати в групі, традиційно викладачами циклової комісії щорічно в рамках тижня циклової комісії проводяться такі заходи, як: економічні квести, економічні КВК, засідання круглого столу, інтелектуальні ігри (вікторина, брейн-ринг, Що? Де? Коли?) студентські науково-практичні конференції.

### Циклова комісія загальноосвітньої, гуманітарної, природничо-наукової та загальноекономічної підготовки
Очолює циклову комісію, Барна Ольга Василівна, викладач вищої кваліфікаційної категорії, викладач-методист, кандидат педагогічних наук, доцент, викладач дисципліни «Інформатика».
Головна методична проблема, над реалізацією якої працюють викладачі циклової комісії загальноосвітньої, гуманітарної, природничо-наукової та загальноекономічної підготовки — це забезпечення якісної загальноосвітньої підготовки студентів-майбутніх економістів шляхом впровадження інноваційних технологій навчання та формування у студентів навичок самостійного навчання. Шляхи розв'язання даної проблеми педагоги апробують на заняттях та в позааудиторній роботі, висвітлюють в науково-методичних публікаціях, обговорюють на семінарах та конференціях. У науково-методичному доробку викладачів циклової комісії є значна кількість публікацій у науково-педагогічних журналах, навчальні посібники та підручники, в тому числі із грифом МОН.
Навчання із предметів, що входять до загальноосвітньої, гуманітарної, природничо-наукової та загальноекономічної підготовки, здійснюється із широким залученням комп'ютерної та мультимедійної техніки, цифрових лабораторій фізики, хімії, біології, профільних кабінетів та практичних лабораторій.
Загальноосвітня підготовка студентів коледжу — невід'ємна складова їх майбутньої професійної підготовки. Цикл загальноосвітніх предметів не тільки забезпечує студентам отримання атестата про повну загальну середню освіту на основі результатів навчання та державної підсумкової атестації з математики, інформатики та української мови, а й формує навички уміння вчитись, комунікувати та розв'язувати проблеми. А ці навички потрібні для сучасного студента, у якого формуються професійні компетентності майбутнього економіста та підприємця.
Студенти коледжу — є неодноразовими переможцями 2 етапу Всеукраїнських студентських предметних олімпіад, учасниками вузівських та регіональних предметних та інтелектуальних конкурсів.